# Frank Henry
Frank Sherman Henry (Cambridge, 15 dicembre 1909 – Chesterfield, 25 agosto 1989) è stato un cavaliere statunitense.

## Palmarès
Olimpiadi
- 3 medaglie:
  - 1 oro (concorso completo a squadre a Londra 1948)
  - 2 argenti (concorso completo individuale a Londra 1948, dressage a squadre a Londra 1948).